# Bartolomeo della Gatta

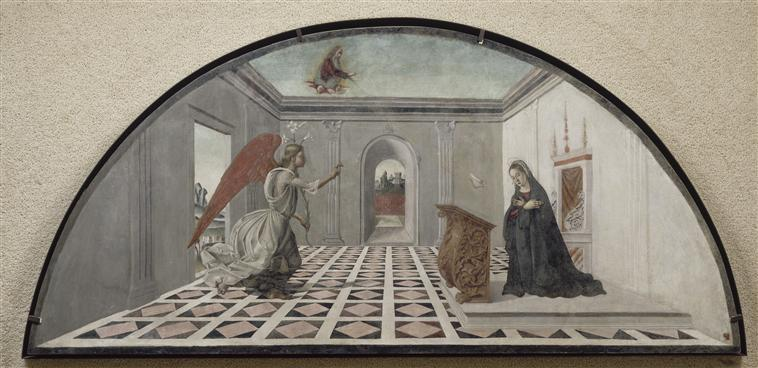
Zwiastowanie Bartolomeo della Gatta

Bartolomeo della Gatta, właściwie Pietro di Antonio Dei, (ur. 1448, zm. 1502) – włoski architekt i malarz pochodzący z Florencji.

## Życiorys
Był synem złotnika. W 1468 roku wstąpił, razem z bratem Nicolo, do zakonu kamedułów, wtedy też przyjął imię Bartolomeo. Około 1481 roku został wysłany do Rzymu, gdzie wykonał cykl fresków w kaplicy Sykstyńskiej.